# Arthur Byron Coble
Arthur Byron Coble   (Williamstown, 3 de novembre de 1878 - Harrisburg, 8 de desembre de 1966) va ser un matemàtic estatunidenc.

## Vida i obra
Coble va estudiar al Pennsylvania College, on va coincidir amb Luther Eisenhart, entre 1893 i 1899. L'any següent es va matricular en el programa doctoral de la universitat Johns Hopkins, obtenint el doctorat l'any 1902, sota la direcció de Frank Morley. Després d'un curs donant classes a la universitat de Missouri, va viatjar a Alemanya per ampliar estudis a les universitats de Greifswald i de Bonn.
En retornar al seu país, va ser professor de la universitat Johns Hopkins fins al 1918 en que va acceptar una plaça docent a la universitat d'Illinois a Urbana-Champaign en la qual va romandre fins a la seva jubilació el 1947. Es va retirar a viure a Lykens (Pennsilvània) amb una malaltia de Parkinson qua anava progressant. El 1956, un accident de cotxe el va deixar invàlid.
Coble va ser un personatge important i influent en el panorama matemàtic nord-americà: Membre de l'Acadèmia Americana de les Arts i les Ciències, president de l'American Mathematical Society (1933-1934) i editor de diverses revistes matemàtiques americanes.
Coble va treballar en, sobre tot, en geometria algebraica, essent la seva principal obra Algebraic Geometry and Theta Functions (1928). A més, va escriure una seixantena d'articles i monografies.